# المستشفى الإيطالي في حيفا

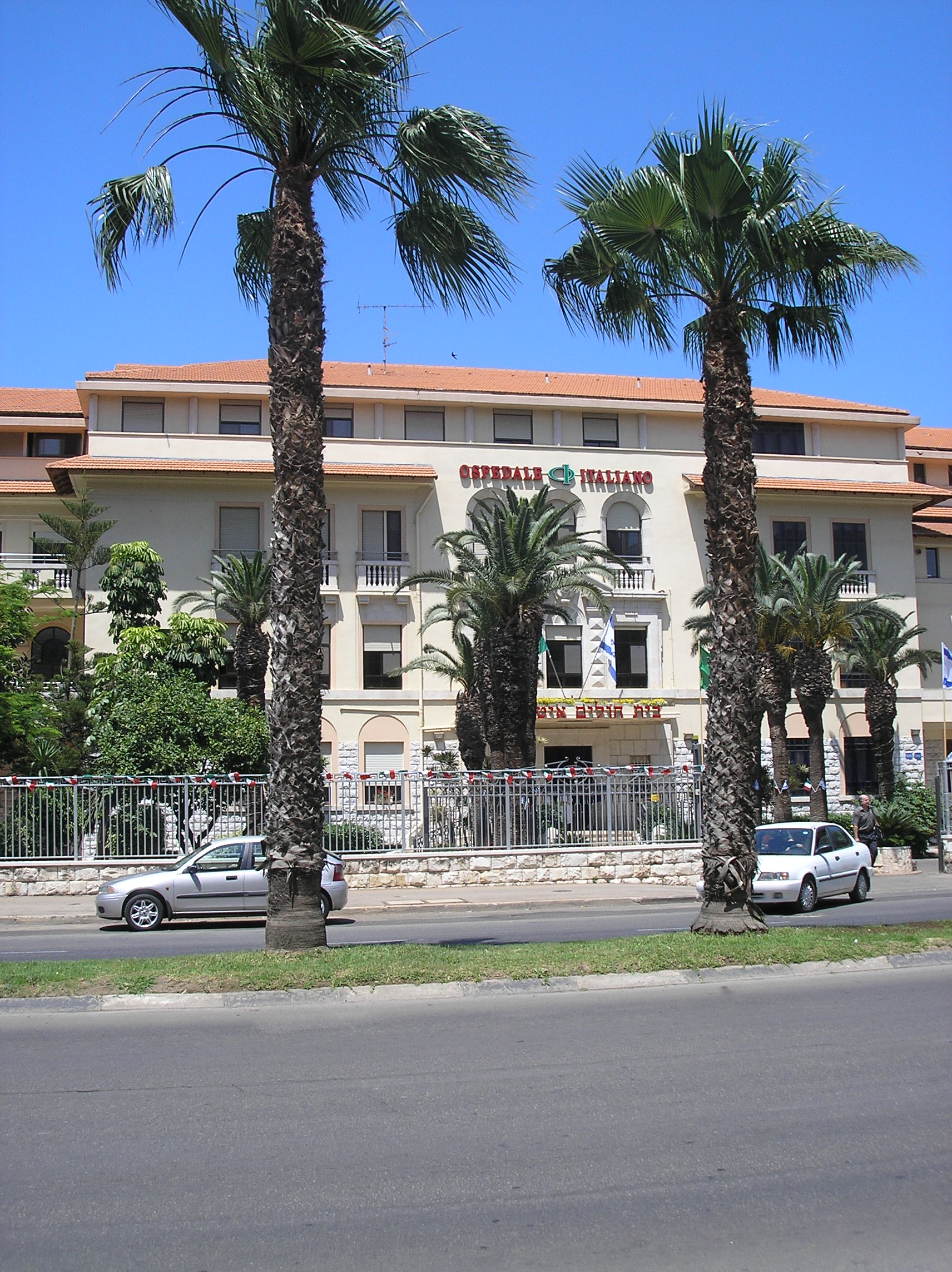
المستشفى الإيطالي في مدينة حيفا.

المستشفى الإيطالي في حيفا (بالإيطاليَّة: Ospedale Italiano؛ بالعبرية: בית החולים האיטלקי בחיפה) هو مركز طبي تديره الرابطة الوطنية الإيطالية لمساعدة المبشرين الكاثوليكية، وتأسس المستشفى في عام 1935. ويُدار من قبل راهبات الفرنسيسكان لقلب مريم الطاهر.
تم تركيب مركز علاج إشعاعي كامل للأورام في أبريل عام 2016 في المستشفى الإيطالي في حيفا ويتكون من جهاز محاكاة للأشعة المقطعية وغرفة تشعيع الكوبالت وبرامج متطورة للحصول على نتائج دقيقة. وتم استبدل المركز النظام التمثيلي القديم بنظام رقمي حديث جديد.
تدير المستشفى راهبات الفرنسيسكان والمستشفى متخصص في علاج الأورام والطب الباطني والجراحة والطب الطبيعي وإعادة التأهيل.
تم تصميم المبنى المكون من أربعة طوابق من قبل المهندس المعماري الإيطالي أنطونيو بارلوزي ويحتوي على حوالي 100 سرير للمرضى تلبي احتياجات هذه الأقسام الأربعة الهامة. ويتكون طاقم التمريض من راهبات الفرنسيسكان اللواتي يقمن في المستشفى.